# إيرنست فيلدز
إيرنست فيلدز (بالإنجليزية: Earnest Fields)‏ هو لاعب كرة قدم أمريكية أمريكي، ولد في 15 أكتوبر 1968 في ميلان في الولايات المتحدة.